# Vetenskapsåret 1719

## Händelser
- Thomas Fairchild blir den förste att artificiellt korsa två växtarter, då han skapar en hybrider mellan två nejlikarter.
- Collegium curiosorum i Uppsala återupplivas som Bokwettesgillet, som 1728 ombildas till Kungliga Vetenskaps-Societeten i Uppsala.

## Födda
- 20 augusti - Christian Mayer (död 1783), tysk astronom.
- 24 oktober - Jakob Gadolin (död 1802), finsk matematiker.
- Abraham Gotthelf Kästner (död 1800), tysk matematiker.
- John Landen (död 1790), engelsk matematiker.
- Marie Marguerite Bihéron (död 1795), fransk anatomiker.

## Avlidna
- 8 november - Michel Rolle (född 1652), fransk matematiker.
- 31 december - John Flamsteed (född 1646), engelsk astronom.